# ديانا بيج
ديانا بيج (بالإنجليزية: Diana Page) هي فنانة جنوب أفريقية، ولدت في 1965 في ديربان في جنوب أفريقيا.